# Цейтлін Лев Мойсейович
Лев Мойсейович Цейтлін (3 (15) березня 1881, Тбілісі — 9 січня 1952, Москва) ― радянський скрипаль і педагог, доктор мистецтвознавства (1941). Один з основоположників радянської школи скрипки.

## Біографія
Народився 3 (15) березня в Тифлісі (нині Тбілісі). У 1901 році закінчив Петербурзьку консерваторію по класу скрипки у Леопольда Ауера. У 1902—1905 роках жив в Парижі, де вивчав теорію музики і композицію. В цей період грав в оркестрі Коллона, виступав як соліст, організував струнний квартет, з яким виступав у Лондоні, Дубліні, Манчестері.
З 1906 року жив у Москві. У 1906—1908 роках — концертмейстер оркестру Оперного театру С. Зіміна, у 1908—1917 роках — соліст-концертмейстер симфонічного оркестру С. Кусевицького. У 1918―1920 роках — професор Музично-драматичного інституту, з 1920 року — професор Московської консерваторії, пізніше також завідувач кафедрою скрипки. За його ініціативи у 1922 році був організований Перший симфонічний ансамбль без диригента (Персимфанс), що зіграв за роки свого існування велику роль у музичному житті Москви. У 1922—1928 роках був головою правління і худради ансамблю. Як педагог, Лев Цейтлін — один з основоположників радянської школи скрипки. Серед його учнів: Авет Габріелян, Олексій Горохов, Марк Затуловський, Борис Фішман, Самуїл Фурер.
Відзначать, що гра Цейтліна вирізнялась бездоганним почуттям стилю, поєднувала віртуозну техніку і мелодійну виразність. Він здійснив низку редакцій скрипкових творів Й. С. Баха і А. Вівальді.

## Відзнаки
- Заслужений діяч мистецтв РРФСР (1927)
- Орден Трудового Червоного Прапора (1946)